# Leptodoras myersi
Leptodoras myersi är en fiskart som beskrevs av Böhlke, 1970. Leptodoras myersi ingår i släktet Leptodoras och familjen Doradidae. Inga underarter finns listade i Catalogue of Life.